# Calidris ruficollis
El correlimos cuellirrojo (Calidris ruficollis)  es una especie de ave limícola de la familia Scolopacidae. Se reproduce en el este de Siberia y Alaska, y migra en invierno a las costas del este de Asia y Australia.

## Descripción
Estas aves se encuentran entre las más pequeñas aves limícolas, muy similar al correlimos chico (Calidris minuta), con el que alguna vez fueron considerados congéneres. Alcanza una longitud corporal de 13 a 16 centímetros. La envergadura es de 35 a 38 centímetros. El peso varía entre 20 y 35 gramos.
Se alimentan principalmente en pastizales húmedos, recogiendo comida en el fango. En su hábitat de invernada se alimentan en las marismas intermareales y a lo largo de las márgenes fangosas de los lagos de agua dulce. Comen principalmente insectos y algunos invertebrados pequeños.

## Distribución

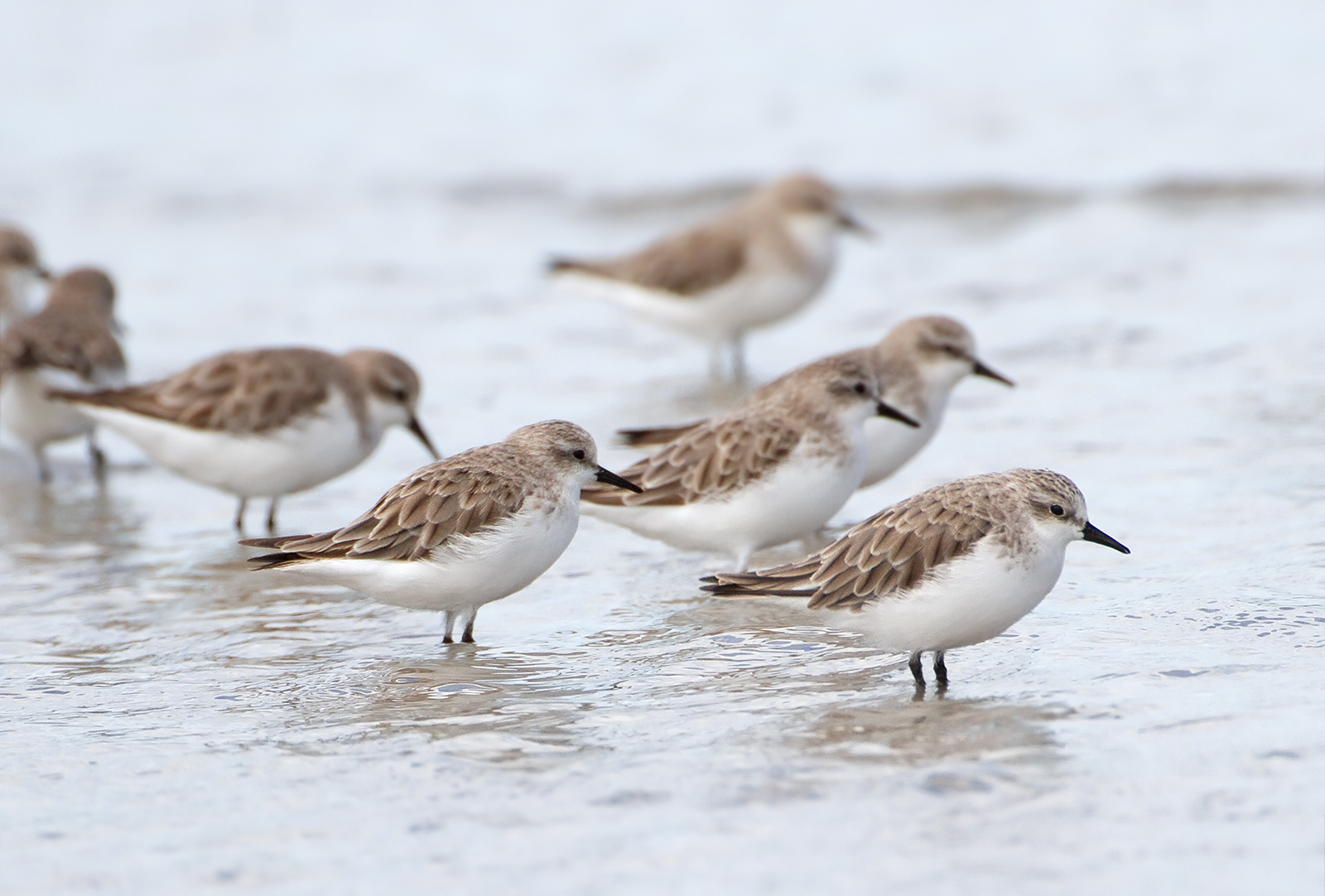
Bandada de correlimos cuellirrojo en una playa

Es un ave migratoria que se reproduce a lo largo de las costas del extremo noreste de Asia y Alaska, migrando durante los meses de invierno a las costas del sudeste de Asia y Australasia, llegando hasta Tasmania y Nueva Zelanda. 
Es un ave abundante, por lo que la probabilidad de extinción es extremadamente pequeña. El tamaño de la población se estima en más de 320.000 aves. No hay ninguna razón para suponer el declive de la población. Por estas razones está clasificado como preocupación menor en la Lista Roja de la UICN.